# Leśny Dwór (powiat szczycieński)
Leśny Dwór (niem. Grüneberge) – osada podmiejska w Polsce położone w województwie warmińsko-mazurskim, w powiecie szczycieńskim, w gminie Szczytno.
Miejscowość ściśle przylega do południowych granic Szczytna oraz do jego zabudowań.
Do Leśnego Dworu kursują autobusy komunikacji miejskiej w Szczytnie (linia nr 2).
W latach 1975–1998 miejscowość administracyjnie należała do województwa olsztyńskiego.